# Welt-Autismus-Tag

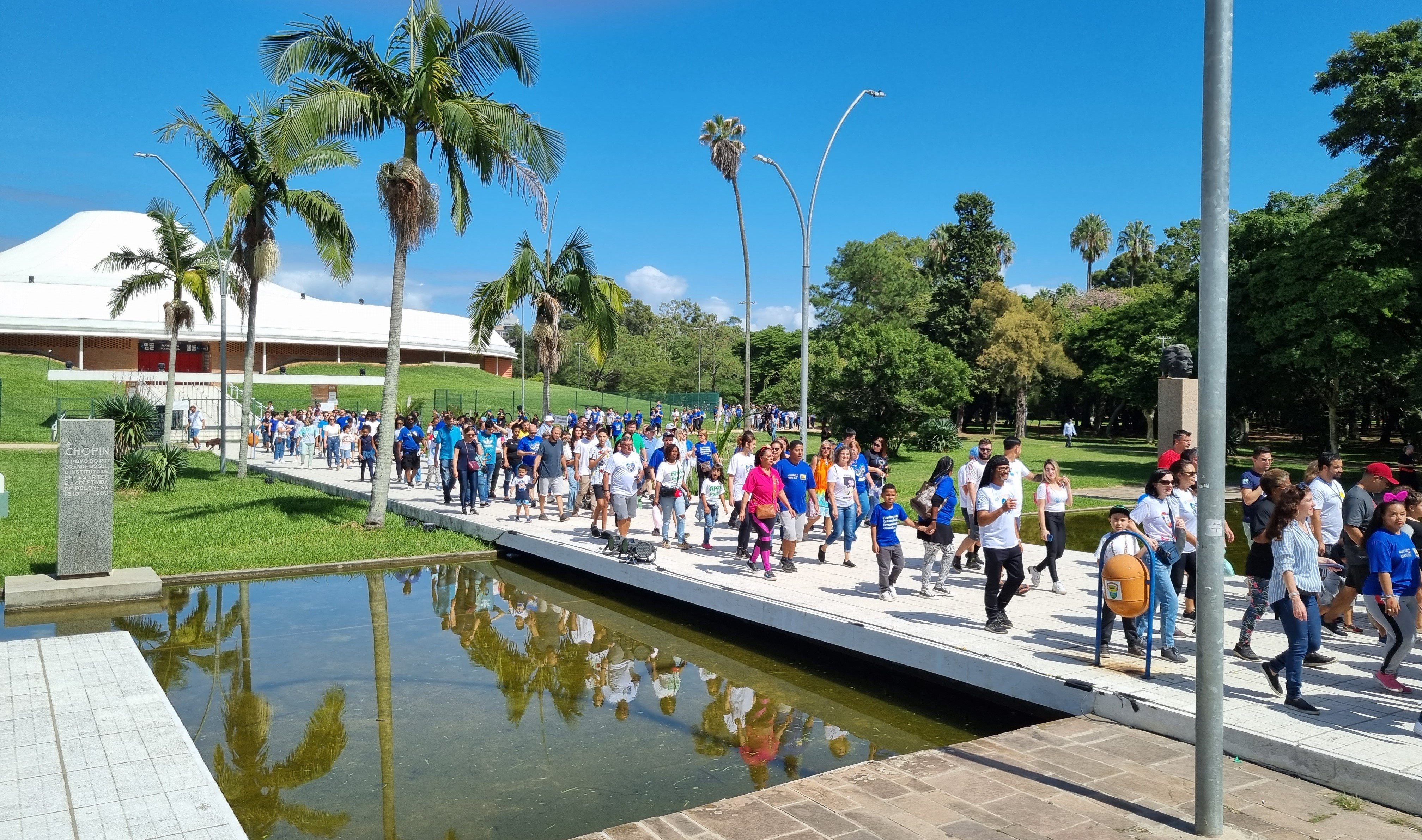
Spaziergang anlässlich des Weltautismus-Tages in Porto Alegre 2023

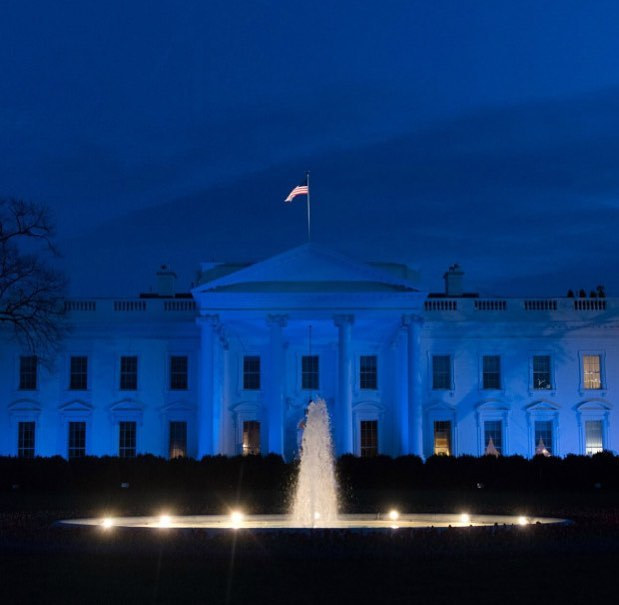
Das Weiße Haus während eines Light it up blue-Abends am Welt-Autismus-Tag 2018

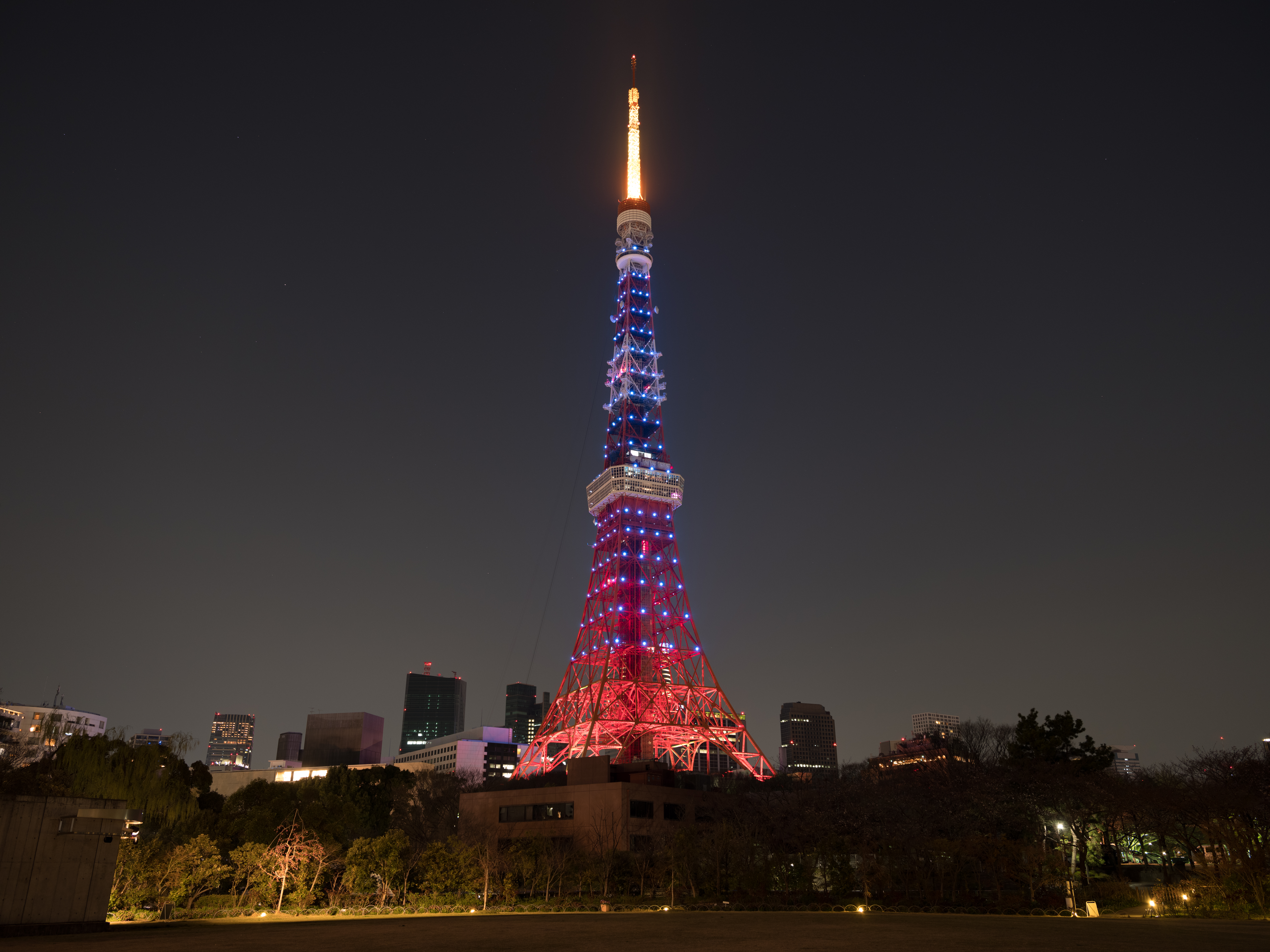
Light It Up Blue-Initiative am Tokyo Tower (Japan), anlässlich des Welt-Autismus-Tages 2017

Der internationale Welt-Autismus-Tag (auch: Weltautismustag; englisch World Autism Awareness Day, französisch Journée mondiale de la sensibilisation à l’autisme) findet jährlich am 2. April statt. Der Welttag soll eine breite Öffentlichkeit auf die Bedürfnisse von Autisten aufmerksam machen.

## Geschichte
Der Aktionstag wurde erstmals im Jahr 2008 begangen. Eingeführt wurde er von den Vereinten Nationen auf der 76. Plenarsitzung am 18. Dezember 2007 (Resolution A/RES/62/139).
Seit 2010 fanden am Welt-Autismus-Tag zahlreiche Aktionen statt, so wurden öffentliche Gebäude blau angestrahlt.
2017 stand der Tag unter dem Motto „Gemeinsam Barrieren aufbrechen für Autismus – Teilhabeschranken abbauen!“ Gemeinsam mit Autism-Europe forderte der Bundesverband Autismus Deutschland allgemeine Zugänglichkeit und einen Barriereabbau. Da Autismus eine nicht sichtbare Behinderung sei, sei es wichtig, die individuellen Erfahrungen der Betroffenen mit Barrieren aufzunehmen.

## Inhalte
Die UN-Resolution A/RES/62/139 zum Welt-Autismus-Tag enthält vier Maßnahmen:
- Festlegung des Tages auf den 2. April, der jährlich ab dem Jahr 2008 zu begehen ist.
- Weltweit werden alle Mitgliedsstaaten, UN-Organisationen, NGOs und die Zivilgesellschaft eingeladen, Initiativen zur Steigerung des gesellschaftlichen Bewusstseins für Autismus durchzuführen.
- Die Mitgliedsstaaten werden zu Maßnahmen ermutigt, um auf autistische Kinder in der Gesellschaft – besonders in Familien – aufmerksam zu machen.
- Der Generalsekretär der Vereinten Nationen wird beauftragt, allen Mitgliedsstaaten und UN-Organisationen die Resolution darzulegen.

## Themen
Seit 2012 steht jeder Welt-Autismus-Tag für ein individuelles Thema, das durch die Vereinten Nationen vergeben wird:
- 2012: Herausgabe der offiziellen Bewusstsein für Autismus UN-Briefmarken
- 2013: Feiern der Fähigkeiten innerhalb der Behinderungen durch Autismus
- 2014: Türen öffnen für inklusive Pädagogik
- 2015: Beschäftigung: Der Vorteil von Autismus
- 2016: Autismus und die Agenda 2030: Inklusion und Neurodiversität
- 2017: Auf dem Weg zu Autonomie und Selbstbestimmung
- 2018: Frauen und Mädchen mit Autismus stärken
- 2019: Unterstützende Technologien zur aktiven Teilhabe[6]
- 2020: Der Übergang ins Erwachsenenalter
- 2021: Inklusion am Arbeitsplatz
- 2022: Inklusive, qualitative Bildung für alle
- 2023: Das Narrativ verändern: Beiträge zu Hause, am Arbeitsplatz, in der Kunst und in der Politikgestaltung
- 2024: Nicht unsichtbar[7]

## Kritik und Gegenaktionen

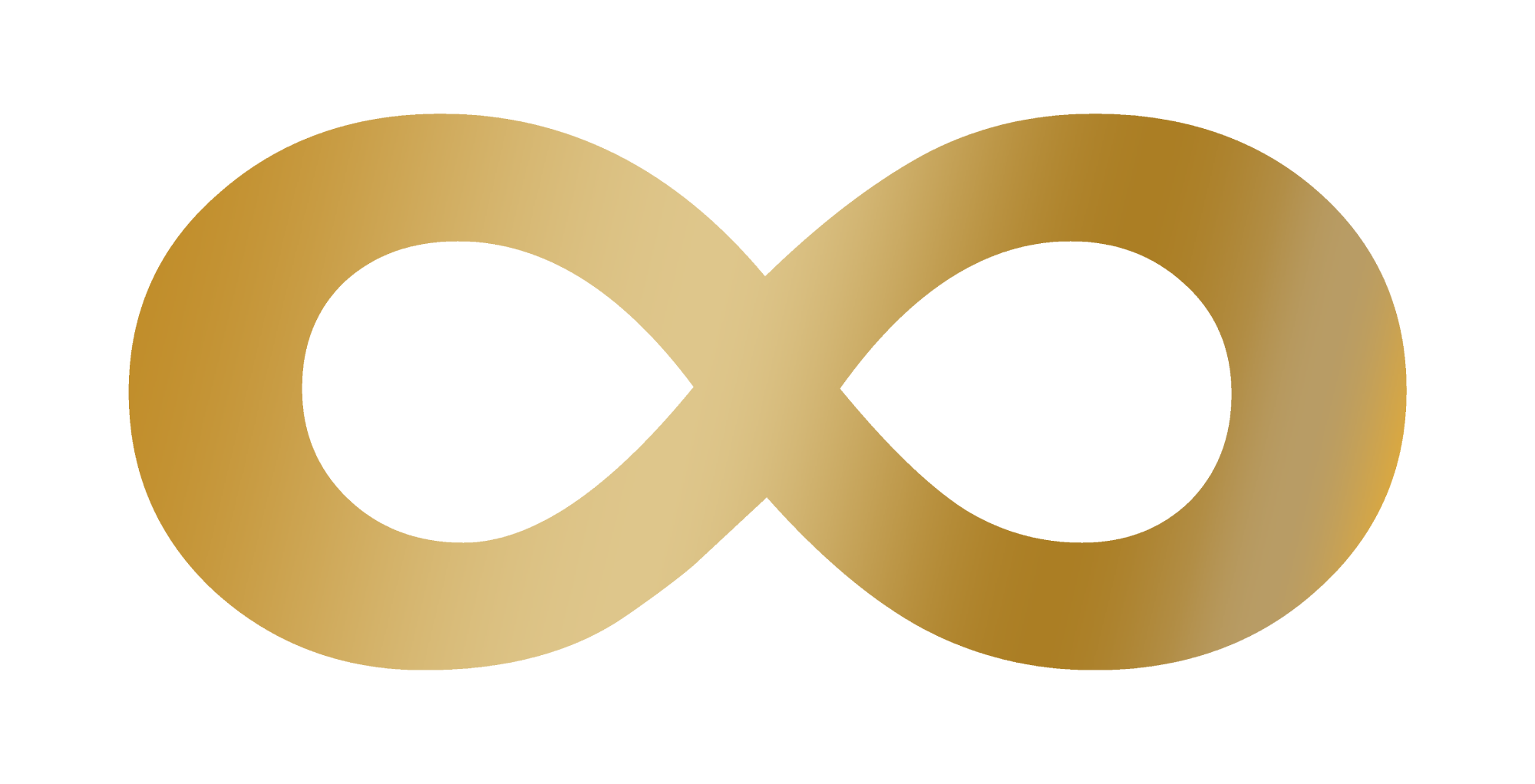
Das goldene Unendlichzeichen als eines der Symbole für Autismus und Teil der Going Gold-Initiative

Im Zuge der Kritik an Nichtregierungsorganisationen, wie z. B. Autism Speaks, die Autismus in Teilen als defizitäre, „zu korrigierende“ Störung oder schwere Erkrankung betrachten, entstanden Gegenaktionen, die das Ziel haben, den Fokus der Initiativen auf die Bedeutung und Akzeptanz der neurologischen Vielfalt zu legen.
Seit 2013 werden von Vertretern der Neurodiversitätsbewegung anlässlich dieses Tages die Gegenaktionen Light it up red sowie der Monat April für die Akzeptanz von Autismus im Sinne der Neurodiversität unterstützt. Seit 2018 gibt es Going Gold. Gold wurde, bedingt durch sein Chemisches Elementsymbol „Au“, in Assoziation mit den ersten zwei Buchstaben des Wortes „Autismus“ als Teil der Autism-Acceptance-Initiative gewählt. Es steht im übertragenen Sinne für Unverfälschtheit, Wertschätzung und allgemeine Akzeptanz von Autisten.